# Робот і Френк
«Робот і Френк» (англ. Robot & Frank) — американська фантастична комедійна драма режисера Джейка Шреєра 2012 року. У головних ролях Френк Ланджелла, Сьюзен Серендон, Пітер Сарсґаард.
Продюсерами також були Ланс Акорд, Джекі Келман Бісбі, Сем Бісбі і Ґалт Нідергоффер. Вперше фільм продемонстрували 20 січня 2012 року у США на кінофестивалі «Санденс». В Україні фільм у кінопрокаті не демонструвався.

## Сюжет
Френк, колишній злодій, доживає свого віку на самотині, а його успішний син Гантер намагається доглядати за ним. Він дарує батькові робота-компаньйона, що допомагатиме у хатній роботі. Проте Френк із побоюванням ставиться до робота.

## У ролях
| Актор(ка)        | Персонаж(ка)                            | Роль                        |
| ---------------- | --------------------------------------- | --------------------------- |
| Френк Ланджелла  | Френк (англ. Frank)                     | злодій, колишній в'язень    |
| Сьюзен Серендон  | Дженніфер (англ. Jennifer)              | бібліотекарка               |
| Пітер Сарсґаард  | Робот (озвучення) (англ. Robot (voice)) | помічник у щоденних справах |
| Джеймс Марсден   | Гантер (англ. Hunter)                   | адвокат, син Френка         |
| Лів Тайлер       | Медісон (англ. Madison)                 | донька Френка               |
| Джеремі Стронг   | Джейк (англ. Jake)                      | багатий забудовник          |
| Джеремі Сісто    | Роулінгс (англ. Rowlings)               | шериф                       |
| Кетрін Вотерстон |                                         | продавчиня                  |
| Ана Ґастеєр      |                                         | продавчиня                  |

## Сприйняття

### Критика
Фільм отримав загалом позитивні відгуки: Rotten Tomatoes дав оцінку 87 % на основі 120 відгуків від критиків (середня оцінка 7,1/10) і 76 % від глядачів із середньою оцінкою 3,6/5 (18,209 голосів), Internet Movie Database — 7,1/10 (17 731 голос), Metacritic — 67/100 (33 відгуки критиків) і 7,4/10 від глядачів (36 голосів).

### Касові збори
Під час показу у США, що почався 17 серпня 2012 року, протягом першого тижня фільм був показаний у 2 кінотеатрах і зібрав $35,539, що на той час дозволило йому зайняти 52 місце серед усіх тогочасних прем'єр. Показ протривав 137 днів (13,6 тижня) зібрав у прокаті у США $3,325,038 при бюджеті $2,5 млн.

### Нагороди і номінації[9]
| Рік  | Нагорода                                        | Категорія                                       | Номінант          | Результат |
| ---- | ----------------------------------------------- | ----------------------------------------------- | ----------------- | --------- |
| 2012 | Sitges — Catalonian International Film Festival | Приз глядачів                                   | Джейк Шраєр       | Перемога  |
| 2012 | Sitges — Catalonian International Film Festival | Найкращий художній фільм                        | Джейк Шраєр       | Номінація |
| 2012 | Санденс                                         | Приз за художній фільм імені Альфреда П. Слоуна | Джейк Шраєр       | Перемога  |
| 2013 | Сатурн                                          | Найкращий незалежний фільм                      | фільм             | Номінація |
| 2013 | Сатурн                                          | Найкращий випуск незалежного фільму             | фільм             | Номінація |
| 2013 | Chlotrudis Awards                               | Найкращий актор                                 | Френк Ланджелла   | Номінація |
| 2013 | Chlotrudis Awards                               | Найкращий оригінальний сценарій                 | Крістофер Д. Форд | Номінація |
| 2013 | Незалежний дух                                  | Найкращий перший сценарій                       | Крістофер Д. Форд | Номінація |